# セシリア・ペイン＝ガポーシュキン
セシリア・ペイン＝ガポーシュキン（Cecilia Payne-Gaposchkin、1900年5月10日 - 1979年12月7日）は、イギリス、バッキンガムシャー出身のアメリカ合衆国の天文学者である。
ケンブリッジ大学で、植物学・物理学・化学を学んだあと、アメリカ合衆国に移住し、ハーバード大学で1925年に天文学の博士号を得た。研究テーマはメグナード・サハの電離公式を、天体の実際の温度とスペクトルの関係に応用したもので、恒星の組成の大部分が水素からできていることを証明したものであり高い評価を得た。1956年に女性として初めてハーバード大学天文学部の教授となり、男性が支配していた学問研究のシステムに本格的に進出した女性となった。

## 生涯

### 生い立ち
1900年5月10日、イギリス、バッキンガムシャーのウェンドーバーで生まれた。父のエドワード・ペインは音楽家であり歴史家であり弁護士であった。母のエマ・パーツは画家である。セシリアは長女で、2年後に弟のハンフリー・ペイン、1904年には妹のレオノーラが生まれた。しかし父エドワードはセシリアが4歳のときに亡くなった。
セシリアは幼少期から好奇心が強かった。天文学と出会ったのは5歳のころで、乳母車に乗って母親と移動しているときに流星を見たのがきっかけだった。セシリアは母にこの現象について教わり、以降、天文学に興味をもつようになった。
一方で、天文学以上に植物学にも興味をもっていた。これは大叔母であるドロシアの影響によるものである。そして、近くの丘陵で珍しい植物を見つけて目録を作ったり、植物の多様性における科学的根拠について考えたりした。8歳のころ、ウェンドバーでは珍しい花を見つけた。セシリアは、以前母から聞いていた話から、この花はハチランだと判断して母に報告した。セシリアはこの経験を印象的なものと感じた。後に、「私の科学者としての人生はここから始まったと思う」と述べている。
6歳のころから約6年間、近所に建てられたエリザベス・エドワーズが運営する学校に通った。ここではフランス語、ドイツ語、基礎的なラテン語、そして数学などを学んだ。エリザベスは私が知っておくべきことすべてを教えてくれたと、セシリアは述べている。
12歳のころ、一家はロンドンに引っ越した。セシリアの弟ハンフリーに伝統的な良い教育を受けさせるためであった。セシリアはカトリックのセント・メアリーズ・カレッジに入学したが、見知らぬ土地で友達が作れず、学校にもなじめなかった。あるとき、テストで最年少の学年にもかかわらず、全校で2位の成績になった。校長は上級生たちに対して、下級生に追い抜かれたことを叱責した。そのためセシリアは他の生徒から逆恨みの対象になってしまった。
学校は宗教教育に力を入れていたが、科学には力を入れていなかったため、セシリアは家で1人本を読んで知識を得ていった。また、学校ではドロシー・ダグリッシュという教師と出会った。ドロシーはセシリアの植物学に対する熱意を知り、一時期、科学の知識や、植物をスケッチすることを教えた。しかしドロシーは第一次世界大戦が起こったころ病気にかかってしまい、セシリアは再び自分で学ばなければならなくなった。
セシリアは幼いころから研究者になることを志しており、自分が大人になる前に研究することがなくなってしまうかもしれないとうろたえるほどであった。将来のために高度な数学やドイツ語を学びたかったが、学校にそれを要求しても、学校側は対応できる教師を用意できなかった。17歳の誕生日の数日前に、セシリアは学校に呼び出された。そして、学校側があなたにしてあげられることはもう何もないので、あなたは学校を辞めなければならないと告げられた。

### セントポールズ女子校時代
セント・メアリーズ・カレッジを辞めざるをえなくなったセシリアは、ケンブリッジ大学で学びたいと考えていたが、家にはケンブリッジで学ばせるだけの資金が無かった。そこでセシリアは大学の奨学金を得ようとした。そのためには、まずは奨学金の試験に受かることのできるような科学の知識を身に着ける必要があった。そのため、1918年にセントポールズ女子校に入学した。当時、女性に高度な学問を受けさせることに否定的な見解を持つ人も多かったが、セントポールズ女子校の創設者フランシス・ラルフ・グレイはセシリアの能力を認め、科学を学ぶことを奨励した。セシリアは、セントポールズでの経験は、中世から現代に来たようだと感じた。そして、「私はもう孤独にならない。今は科学について考えることができる」と語った。
セントポールズでは、試験の準備のために物理学と化学をほぼ一から学んだ。物理学は教師のアイビー・ペンドルベリーから教わり、興味をもつようになった。さらに、科学の講演をしたり、討論をしたりした。また、当時のセントポールズには作曲家のグスターヴ・ホルストが教師として在籍していた。ホルストはセシリアを教えるとともに、音楽に興味のあったセシリアに対し、音楽家になるよう勧めたこともあった。
入学して1年後の1919年、セシリアは自然科学のメアリー・エワート奨学金を得て、ケンブリッジ大学ニューナムカレッジの試験を受け合格した。

### ケンブリッジ時代
セシリアはニューナムで家族と離れて暮らし始めることになった。
ニューナムカレッジでは1年次に、自然科学の中から3つの分野を選択することになっていた。当時女子学生向けとされていたのは植物学で、残りの2つは化学と動物学とするのが一般的だった。しかしセシリアはセントポールズ時代に物理学に惹かれていたため、植物学・化学・物理学を選択した。
ニューナムカレッジは、セシリアの大叔母ドロシア・ペルツが植物学を学んでいた大学だった。セシリアは大叔母からの紹介でウィリアム・ベイトソンに会うこともできた。また、植物学者アグネス・アーバーにも学んだ。しかし大学での植物学の講義はセシリアの探求心を満たすものではなく、幻滅してしまった。
1919年12月2日、ケンブリッジ大学トリニティーカレッジで、物理学者アーサー・エディントンの報告会が開催された。当時のエディントンは36歳であったが実績があり、ケンブリッジ天文台台長の地位にあった。会場は満席で、ニューナムカレッジの学生に与えられたチケットは4席しかなかった。しかしそのうちの1人が病気になり、チケットをセシリアに譲ったため、セシリアは報告を聞くことができた。エディントンは相対性理論や、その理論が正しいことを証明するために自らが実施した1919年5月29日の日食観測について報告した。この報告会はセシリアに大きな影響を与えた。セシリアは当日の講義後、内容をノートに書き写し、興奮のあまりその日から3日間眠れなかったという。
セシリアは植物学と物理学を比較し、物理学への道を選ぶことを決めた。物理についてはニールス・ボーアやアーネスト・ラザフォードらの講義を受けた。しかし物理を学ぶ女性は少なかったため、教室に入るとセシリアに向けて足を踏み鳴らす音が聞こえるなどの仕打ちを受けた。
興味のあった天文学については、当時のケンブリッジでは数学の中の一分野という扱いであった。セシリアは天文学に関する講義には必ず出席し、天文学の本はすべて目を通すようにした。また、ニューナムカレッジの天文台にも足を運ぶようになり、そこで知り合ったレスリー・コムリーと親しくなった。さらに、ケンブリッジ天文台にも見学に出かけた。ここで見た二重星に興味を覚えたセシリアは、担当者に色々と質問したが、担当者は答えられずに助けを求めて外に出た。そして、アーサー・エディントンが現れた。思いがけずエディントンに会えたセシリアは、自分は天文学者になりたいと告げた。そして2人は話をして、エディントンは読んでおくべき天文学の本をセシリアに教えた。しかしそれはすべてセシリアが読んだ本であった。そこでエディントンは王立天文学会の月報と、天体物理ジャーナルを紹介し、セシリアに天文台の図書室に入ることを許可した。
その後はエディントンの講義を受け、話をするようになった。また、エドワード・アーサー・ミルンにも会うなどして、当時の最先端の研究をしている物理学者・天文学者から学ぶ機会を得た。そしてエディントンの助言も受けつつ、王立天文学会に論文を発表した。
しかし当時のイギリスでは、女性はケンブリッジ大学を出ても研究職に就くことはできず、就職先としては学校の教師が一般的であった。セシリアは、自分は教える事には向いておらず、教師になることは「死ぬよりもっとひどい運命」だと思っていた。レスリー・コムリーはセシリアの事情と能力を見て、まず、当時イギリスに来ていたアメリカの天文学者ハーロー・シャプレーの講義にセシリアを連れ出した。シャプレーの話に感銘を受けたセシリアは、シャプレーのもとで働きたいと本人に言った。そのときシャプレーは、現在ハーバード天文台で職に就いているアニー・ジャンプ・キャノンが引退すれば、その後任になれると答えている。
その8か月後の1923年、学士号を得たセシリアはシャプレーに連絡し、ハーバードで働きたいことをあらためて伝えた。シャプレーは受け取った推薦文なども考慮した結果、これを認め、セシリアはハーバード大学の奨学金を得ることができた。こうして1923年9月、23歳のセシリアはイギリスを離れ、アメリカでの生活を始めることになった。

### 博士論文
セシリアはハーバード大学に学生として入学し、大学の寮で生活した。
セシリアが在籍することになるハーバード大学天文台は、1919年まで台長だったエドワード・ピッカリングの指導のもとに、ウィリアミーナ・フレミング、アニー・ジャンプ・キャノン、ヘンリエッタ・リービットなど多くの女性天文学者が活躍し、恒星の分類などの分野で成果を挙げていた。セシリアが来たときは台長はシャプレーに交代していたが、モーリーとキャノンは在籍していた。
シャプレーはセシリアに対し、リービットの研究を引き継ぐことを期待し、かつてリービットが使っていた席を使わせた。しかしセシリアは、別の研究テーマを希望した。それはかつてエドワード・アーサー・ミルンから聞いた研究テーマで、メグナード・サハの電離公式を実際の天体にあてはめるという内容であった。セシリアは天文台の職員ではないため、立場上、シャプレーは研究内容を指示することはできず、セシリアは自分の研究をすることができた。
セシリアは自分の研究内容を、シャプレーの薦めにより、論文にまとめて発表した。一方そのころ、ヘンリー・ノリス・ラッセルとその学生ドナルド・メンゼルもサハの電離公式に興味をもち、同じような研究を進めていた。互いの研究内容を知ったシャプレーとラッセルは取り決めをして、セシリアは高温の星、ドナルドは低温の星を担当させることにした。ただし、この取り決めは両者ともに厳密に守られることはなかった。
研究の結果、恒星の組成の大部分が水素からできているとの結論を得た。しかしこれは、当時の天文学での考えとは異なるものであった。当時、恒星の元素の存在比は地球と同じであると考えられており、エディントンもそのように主張していた。セシリアは1924年に論文をラッセルに送って検討を依頼したところ、ラッセルからは、水素が金属の100万倍あるという、この結論は受け入れられないと返事が来た。
シャプレーはセシリアに対し、ハーバード大学の姉妹校であるラドクリフ・カレッジの博士号をとるように勧めた。セシリアは、すでにケンブリッジ大学を出ているのでこれ以上の学位はいらないと思っていたため、始めは乗り気でなかったが、講義に出る必要はなく論文を1本書くだけでよいということもあって、応じることにした。当時、天文学には博士課程が無かったので物理学でとろうとしたが、担当だったセオドア・ライマンは女性を受け入れることを断った。そのためシャプレーのはたらきかけにより、天文学で取得することにした。
1925年、セシリアは博士論文を書き上げ、口頭試問を受けた。ハーバード大学天文台では初の博士論文であった。論文では、恒星には水素とヘリウムが多量に含まれているとは述べたものの、恒星はほとんどが水素とヘリウムで構成されているという結果については、「現実のものではない」と記した。
セシリアがこのとき自分の研究結果を主張しなかった理由の1つとしては、当時シャプレーがハーバード大学に天文学部を作ろうと奔走していて、そのためには権威あるラッセルとハーバード大学天文台との関係が悪くなるのを防ぎたいとの思いがあったと考えられている。しかし、セシリアの娘のキャサリンによれば、セシリアはこの判断を後々までずっと後悔していたという。

### 研究生活
博士論文を終えたセシリアは、生活のために仕事を探す必要があった。このときセシリアには、リック天文台からの誘いがあった。そのことをシャプレーに告げると、セシリアを手放したくなかったシャプレーは、ハーバード大学天文台に残るように言った。セシリアは、給与などついては特に聞かずに承諾したが、当時の女性研究者に対する待遇は低かった。住まいは寮を離れ、アパートを借りて天文台の同僚であるフランシス・ライトと共同生活を始めた。薄給のため節約しながら暮らした。。
セシリアはシャプレーの技術助手という立場になったので、研究内容についてはシャプレーの要求に従う必要が出てきた。そのためセシリアは自分の希望する研究でなく、恒星、特に変光星の光度の研究にあたるようになった。
また、教師として大学院生に天文学を教えたが、それは大学のカタログには掲載されなかった。1930年にセシリアは、大学から認められていないことや、シャプレーとの関係が上手くいっていないことについて思い悩む手紙をラッセルにあてて書いている。また、1925年には数学者のノーバート・ウィーナーと旅先の船の上で出会った。ウィーナーからは好感を持たれたが、セシリアは誰かの妻という立場ではなく科学者として生きたいという思いがあったこともあって、結婚には結びつかなかった。
一方そのころ、博士論文の内容についてはセシリアの当初の研究結果が正しいことが裏付けられるようになり、初めは内容に反対していたラッセルも認めるようになった。こうしてセシリアの評価は高まり、1926年、ジェームズ・キャッテルが編集する「アメリカの科学会で活躍する男性名鑑（American Men of Science）」に、当時最年少の26歳で掲載された。1934年には第1回アニー・J・キャノン賞を受賞した。
しかし、ハーバードでの地位は上がらなかった。1928年、シャプレーのはたらきかけなどによりハーバードに天文学の部門長の地位が作られることになった。セシリアは、自分ならばその役をこなせるだろうと思っていたが、大学側は認めず、ハリー・ヘムリー・プラスケットがその役に就いた。そのプラスケットは1932年にオックスフォード大学の天文学教授となった。セシリアは、イギリス出身の自分もその資格があってもおかしくないのに、見過ごされているのは女性だからではないかと感じた。さらに、プラスケットの後任を決めるにあたって、シャプレーは、この天文台には分光学者が必要だと言ったので、「私は分光学者です」と答えたが、ここでも採用されず、かつて同じ研究をしていたドナルド・メンゼルが就いた。

### 結婚
1932年から1933年にかけて、セシリアは2人の親友を事故で失った。セシリアはショックを受け、なぜ若くてきれいで快活な人たちが亡くなって、自分のようなものが生きているのだろうと悩んだ。それとともに、今までのような仕事一辺倒の生活を変えて、もっと世の中のことを見ようと思った。そして1933年、ヨーロッパに旅行し、オランダ、デンマーク、スウェーデン、エストニアの天文台を見学した。また、当時政情不安定だったロシアとドイツも訪れた。
その過程において、天文学会に参加するためドイツのゲッティンゲンに滞在した。そこで郵便配達員が、転送されてきた手紙を渡すため、セシリアの名を呼んだ。すると、隣にいたセルゲイ・ガポーシュキン(Сергей Гапошкин)という男が驚いてセシリアに話しかけてきた。話によると、セルゲイは天文学者で、同じ天文学者に会うためにゲッティンゲンに来たが、セシリアはもっと年輩の人だと思っていたとのことだった。さらに話を聞くと、セルゲイはロシア生まれで、スターリン政治を逃れてドイツに来たが、ドイツではロシアからの移民は歓迎されていないとのことだった。
セシリアは今までこのような政治的問題については考えてこなかったが、話を聞き、セルゲイのドイツからアメリカへの移住を助けようと思った。いったんゲッティンゲンを離れイギリスに向かったセシリアは、シャプレーに手紙を書き、セルゲイにも、シャプレー宛に手紙を書くように言った。そして、天文学を続けるのならばドイツを離れアメリカに行くべきだと言った。セシリアはアメリカに戻ってからも、シャプレーにセルゲイのことについて意見して、ハーバードで働けるよう動いた。セシリアが自分をこれほど前に出したのは、この時以外に無かったと、自らが後で述べている。その甲斐あってセルゲイはアメリカのビザを手に入れ、1933年11月にアメリカに到着し、ハーバードで働けるようになった。そして1934年3月に2人は結婚し、セシリアはセシリア・ペイン＝ガポーシュキンと名乗るようになった。

### 結婚後の活動
当時、結婚した女性は職を離れるのが普通であった。しかしセシリアはその後もハーバード大学で研究を続け、セルゲイらとともに銀河系で明るく見える変光星の分類にあたった。分類する観測記録は100万枚以上あったが、5年で作業は完了した。続けて2人は助手と協力してマゼラン星雲にある変光星を研究し、数百個の新たな変光星を発見した。今までいつも1人で研究していたセシリアは、こういった作業を通じて、チームの一員であることを実感したという。
1938年、アニー・ジャンプ・キャノンとともに、ハーバード天文台の女性として初めて、常勤の天文学者となった。しかし教授職ではなく、給料は年間2700ドルと、相変わらず低かった。また、1935年から1940年にかけて3人の子供を生んだ。夫婦2人の給料を合わせても子供を育てるだけの人を雇うことができなかったため、職場に子供を連れていった。この時期のセシリアは、アメリカ哲学協会に選出され、スミス大学から名誉博士号を与えられ、多数の論文を発表していたが、セシリアの講義はまだ大学の講義リストに記載されなかった。1930年から1956年にかけてハーバード大学に在籍していたドリット・ホフレイトは、セシリアを「最も優秀であると同時に、最もハーバード大学に差別された人物」と評している。
私生活では1936年以降、マサチューセッツ州レキシントンの家に引っ越した。そこでは、ヨーロッパの情勢が悪化してゆくなかで、食糧の供給と難民への仕事場所の提供を目的として、農場を作って鶏や豚を育て、卵や缶詰を作った。また、反戦運動にも参加した。

### 評価と死
1956年、女性で初めてハーバード大学天文学部の教授になった。このことはニューヨークタイムズでも報じられた。セシリアによると、この人事はドナルド・メンゼルの推薦があったためだという。セシリアはこれを祝して、女子学生に招待状を出して図書館でお茶会を開いた。さらに数か月後には学部長となった。こうしてセシリアはようやく大学から評価され、相応の給料も得られるようになった。一方で事務管理作業が増え、研究の時間は取りづらくなった。
1966年まで学部長を務めた後、1967年にハーバード大学名誉教授となった。1976年、女性で初めて、アメリカ天文学会からヘンリー・ノリス・ラッセル講師職を与えられた。
1979年、セルゲイと世界一周旅行をした際、体調を崩し、同年8月に病院に行った。そこで肺がんであることが明らかになった。そのため入院し治療を受けたが、同年の12月7日に死亡した。

## 研究内容

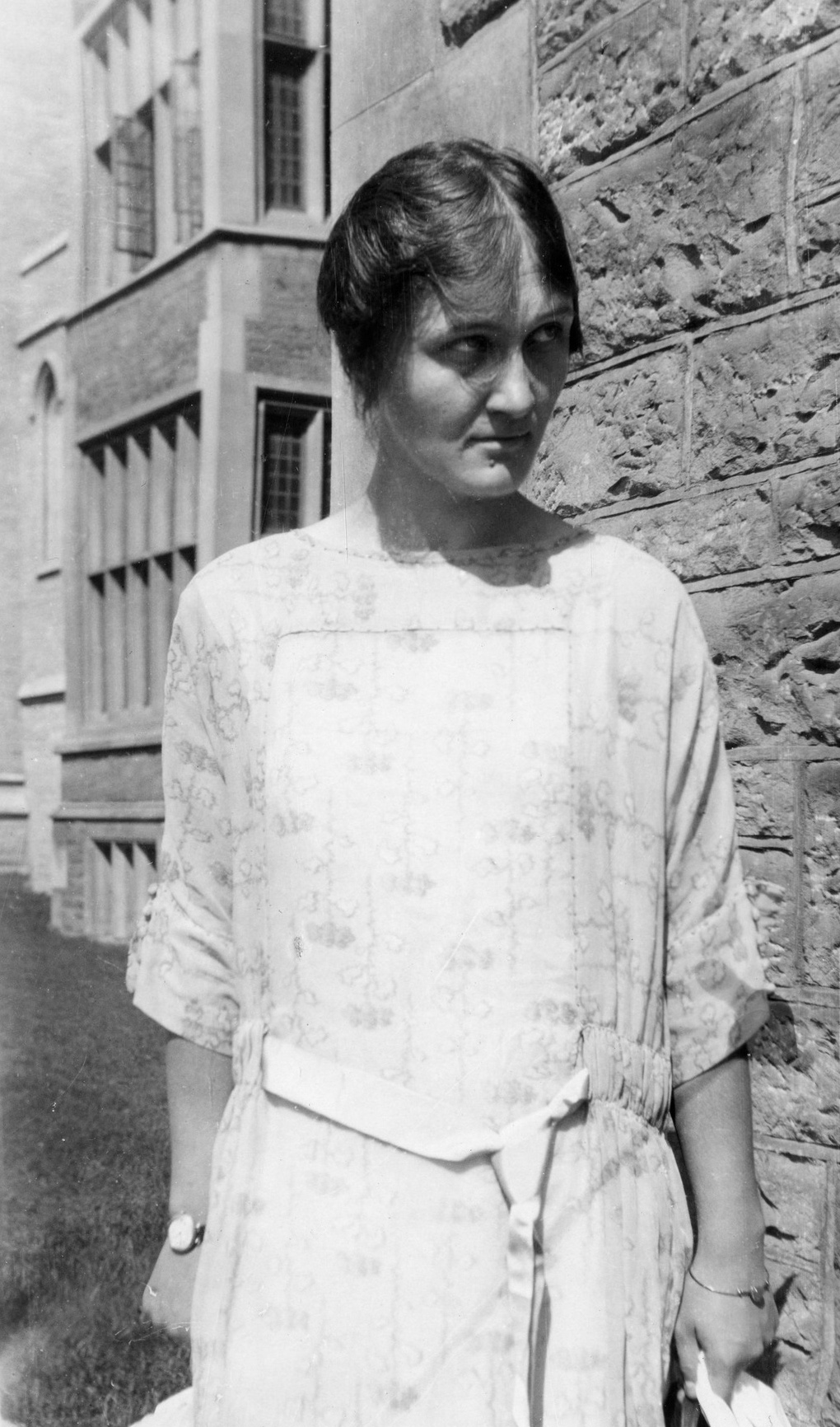
セシリア・ペイン＝ガポーシュキン

サハの電離公式を、天体の実際の温度とスペクトルの関係に応用した。その結果、太陽などの恒星の大部分が水素とヘリウムからできていることを証明した。
恒星は異なる複数の波長の光を放射しており、そのスペクトルは星によって異なっている。このスペクトルに基づいて恒星を分類するのがスペクトル分類である。スペクトル分類は、セシリアがハーバード大学に来る以前、ハーバード大学天文台のエドワード・ピッカリングのもとで、ウィリアミーナ・フレミング、アントニア・モーリ、アニー・ジャンプ・キャノンらによって進歩していった。なかでもキャノンのO, B, A, F, G, K, Mという分類は一般的な分類法となった。キャノンはこの分類に基づいて恒星を分類していったが、このスペクトルの違いが何を意味しているのかは明らかになっていなかった。
一方、サハの電離公式とは、元素から電子が離れる電離（イオン化）という現象が起きている割合が、温度によって異なるというものである。高温になると、電離している元素の割合が多くなる。これはインドの物理学者メグナード・サハによって発見された。しかし実際の恒星について、測定データをもとにした厳密な計算はなされていなかった。
セシリアはサハの電離公式を実際の恒星から発生されるスペクトルに応用した。恒星からは複数のスペクトルが検出されるが、まずはシリコンのスペクトルに着目した。電離化されたシリコンは電離されていないシリコンとは異なるスペクトルを持つ。セシリアはこれを分類し、さらに、他のスペクトルも調査した。
研究を進めているうちに、キャノンが分類したO, B, A, F, G, K, Mという区分は恒星の表面温度の順となっており、この中ではOの星が一番温度が高く、Mが最も低くなっていることが確かめられた。さらに、恒星に存在するヘリウムの割合は地球よりもはるかに多く、水素の割合はそのヘリウムよりも多いという事実に気づいた。サハの式によれば、高温の星では水素はほとんど電離している。しかしスペクトルを見ると、割合としてはほとんど無いはずの電離していない水素のスペクトルの線がはっきりと現れている。これは、水素全体の量が予想していたよりもはるかに多いことを意味していた。計算してみると、水素は金属原子の100万倍の量があることになった。
この結論は、当時の天文学では受け入れられがたいもので、セシリア自身も博士論文では積極的に主張できなかった。しかしその後、この結果を裏付ける論文がウィルソン山天文台のアルブレヒト・ウンゼルトらによって出されるようになり、セシリアの当初の結論が正しかったことが明らかになった。天文学者オットー・シュトルーベは、「間違いなく天文学においてこれまで執筆された中で最も優れた博士論文」と評している。

## 人物
幼いころから内向的で恥ずかしがりやの性格だった。しかし、言うべきときには教師らに対して自分の主張を伝えていた。
ドイツ語とフランス語に堪能で、さらにイタリア語、ロシア語、ラテン語、古代ギリシャ語を読むこともあった。アイスランド語にも挑戦していた。
ハーバード大学で教えた講義は、天文学に英米文学やクラシックの話などを交えたもので、印象に残り人気があった。講義中は学生の方を見ずに星の方向を見ながら話していた。講義を聴いている人は、セシリアが星と対話しているのを盗み聞きしているような感覚だったという。
料理や裁縫が得意で、娘も母のことを「編み物の達人」と評している。ファッションには興味がなく、髪はショートにしてめったにセットせず、化粧もほとんどしなかった。身長は5フィート10インチ（約178センチメートル）という長身だった。
チェーンスモーカーで、煙草は50年間吸い続けており、何度か禁煙を試みたがうまくゆかなかった。大学で講義をしているときも煙草とマッチを手放さなかった。自分の席はいつも、書類と、吸い殻の入った缶であふれていた。「私の職場はごちゃごちゃしているかもしれないが、私の心の中はそうではない」と話している。
結婚後、セシリアの給料は安く抑えられていたが、それでも夫のセルゲイの給料より上回っていた。セルゲイはセシリアを、自分よりはるかに優れた科学者と述べている。セシリアは、自分の前でセルゲイを悪く言うことを許さなかった。
若い人、特に若い女性へのアドバイスとして、「名声やお金を求めて科学研究の道に進んではいけない。そういうものを手に入れるのならもっと簡単でよい方法がある。ほかのものでは満たされないときにだけ、その道に進みなさい。おそらく受け取るものはほかに何もないのだから。その道を上っていくにつれ、視野が広がっていくことが見返りだ。そしてその見返りが得られるのだから、ほかのものは欲しくならないだろう」という言葉を残している。

## 賞歴
- アニー・J・キャノン賞（1934年）[80]
- アメリカ哲学協会（1936年）[134]
- フランクリン協会リッテンハウス・メダル（1961年）[135]
- 米国天文学会 ヘンリー・ノリス・ラッセル講師職（1976年）[100]

## エポニム
- 小惑星(2039) Payne-Gaposchkin [136]。

## 主な著作
著書:
- The Stars of High Luminosity (1930)[137]
- Variable Stars (1938)[138]
- Variable Stars and Galactic Structure (1954)[139]
- Introduction to Astronomy (1954)[140]
- The Galactic Novae (1957)[141]

主要論文:
- (1936), “On the Physical Condition of the Supernovae”, Proceedings of the National Academy of Sciences 22 (6):  332–6, Bibcode: 1936PNAS...22..332P, doi:10.1073/pnas.22.6.332, JSTOR 86556, PMC 1076773, PMID 16588077
- Whipple, F. L.; Payne Gaposchkin, C. (1936), “On the Bright Line Spectrum of Nova Herculis”, Proceedings of the National Academy of Sciences 22 (4):  195–200, Bibcode: 1936PNAS...22..195W, doi:10.1073/pnas.22.4.195, JSTOR 86718, PMC 1076741, PMID 16577695
- (1941), “Obituary – Annie Jump Cannon”, Science 93 (2419):  443–444, Bibcode: 1941Sci....93..443P, doi:10.1126/science.93.2419.443, PMID 17820707
- (1 September 1963), “Novae and Novalike Stars”, Annual Review of Astronomy and Astrophysics 1 (1):  145–148, doi:10.1146/annurev.aa.01.090163.001045, ISSN 0066-4146
- (1 September 1978), “The Development of our Knowledge of Variable Stars”, Annual Review of Astronomy and Astrophysics 16 (1):  1–13, doi:10.1146/annurev.aa.16.090178.000245, ISSN 0066-4146